# Ferdinando Brandani
El retrato de Ferdinando Brandani, antes conocido como Retrato de hombre, el llamado barbero del papa, fue pintado por Velázquez hacia 1650, durante su segundo viaje a Italia. Se conserva actualmente en el Museo del Prado de Madrid, después de haber permanecido mucho tiempo en una colección particular estadounidense.

## Historia del cuadro
Hasta su identificación por la historiadora Francesca Curti se consideraba que el retratado era un personaje de la corte papal de Inocencio X que en un principio se identificó con un bufón para posteriormente pasar a ser considerado como el barbero del papa. El ropaje que luce apoyaba tal suposición, pues el cuello sencillo no es propio de un cardenal o alto cargo de la Iglesia. Antonio Palomino y Velasco, biógrafo de Velázquez, reseñó que durante la estancia del pintor en Roma éste retrató «a Michel Angelo Augurio, barbero de Su Santidad»; generalmente se suponía que el personaje de este retrato era Augurio, aunque los críticos no lo titulaban con ese nombre por prudencia. Finalmente la conexión de esta efigie con Ferdinando Brandani se estableció por su similitud con otro retrato pintado por Angelo Caroselli (colección Luigi Koelliker) cuya identidad se da por segura.
De origen portugués, Ferdinando Brandani gozaba de una buena posición en Roma trabajando en negocios bancarios, comerciales e inmobiliarios, y obtuvo (mediante pago y con apoyo de España) un cargo de oficial mayor de la secretaría del Papa, en la Dataría apostólica, organismo encargado de tramitar las bulas. Implicado junto con otros en un caso de corrupción, por emitir bulas con la firma de Inocencio X falsificada, Brandani fue apresado y condenado a remar en galeras en 1652, y falleció en prisión dos años después.
Antonio Palomino mencionó en El Parnaso español, pintoresco y laureado, dentro del tercer tomo de su libro El museo pictórico y escala óptica, publicado en 1724, que Brandani fue uno de los personajes romanos efigiados por Velázquez: «Retrató al Cardenal Panfilio, a la ilustrísima señora doña Olimpia, a Monseñor Camilo Máximo, camarero de su Santidad, insigne pintor, a Monseñor Abad Hipólito, camarero también del Papa, a Monseñor, mayordomo de su Santidad, y Monseñor Miguel Angelo, barbero del papa, a Ferdinando Brandano, oficial mayor de la Secretaría del Papa, a Jerónimo Bibaldo, a Flaminia Triunfi, excelente pintora. Otros retratos hizo, de los cuales no hago mención, por haberse quedado en bosquejo, aunque no carecían de semejanza a sus originales: todos estos retratos pintó con astas largas, y con la manera valiente del gran Tiziano, y no inferior a sus cabezas; lo cual no dudará, quien viere las que hay de su mano en Madrid». 
El cuadro permaneció inédito durante más de 200 años, hasta que hacia 1909 se exhibió en el Reino Unido; se conservaba en la mansión Chilham Castle, propiedad de Edmund Davies, un empresario de origen australiano enriquecido con la minería en Sudáfrica y con la importación de plumas de avestruz, entonces muy cotizadas por su uso en la moda femenina. El lienzo fue publicado como original de Velázquez por el experto August L. Mayer en 1936, si bien erróneamente identificado como un bufón de la corte madrileña; dato que se sustituyó por «el barbero del papa» en una reedición del libro de Mayer en 1940. Fallecido el empresario Davies en 1939, la pintura fue subastada por la casa Christie's de Londres e ingresó en la colección Fenouil. En fecha desconocida pasó a manos de la familia Wildenstein, famosos marchantes de arte. Los Wildenstein guardaron la obra durante décadas hasta que, coincidiendo con un proceso de divorcio y el consiguiente reparto de bienes, la vendieron en 2003 al gobierno español, por 23 millones de euros. Previamente la habían ofrecido a la Fundación Getty de California, recibiendo una respuesta chocante: aunque la institución californiana carecía de ejemplos de Velázquez y tenía capacidad económica de sobra para comprarla, descartó esta pintura al considerarla inferior al Retrato de Juan de Pareja adquirido por el Metropolitan Museum en 1971.
La autenticidad del cuadro no se pone en duda; consta como autógrafo en todos los catálogos modernos de Velázquez y varios expertos lo reseñan como obra muy importante. José López-Rey lo elogió como «obra extraordinaria» (1963), José Gudiol dio por segura la autoría de «una pintura de tal calidad» (1970) y Julián Gállego, autor de su ficha descriptiva en la exposición de Velázquez celebrada en el Prado en 1990, la definió de «obra maestra en su austeridad». A pesar de su elevada cuantía, la compra se justificó porque el Prado carecía de ejemplos velazqueños de la segunda etapa italiana (1649-51); los pocos que se conocen se hallan en Italia, Gran Bretaña y Estados Unidos.
Destaca en la pintura, de pequeño tamaño, el aire de intimidad y verismo que supo dar Velázquez a la efigie del caballero, centrándose en la descripción del rostro y dejando el resto de zonas en penumbra, pintadas con tonos neutros. El cromatismo del cuadro es de gran sobriedad, teniendo como protagonistas el negro, el blanco del cuello y una gama de matices grises y rosados.